# 06-nummer
Een 06-nummer is een telefoonnummer dat met 06 begint. Sinds halverwege de jaren negentig zijn 06-nummers in Nederland steeds meer synoniem geworden met mobiele telefonie. Sinds 2014 mogen 06-nummers enkel nog gebruikt worden voor telefoons. Andere mobiele apparaten, die voorheen ook de 06-reeks gebruikten, moeten naar de 097-reeks. Het beheer en de uitgifte van 06-nummers wordt in Nederland geregeld door de  Autoriteit Consument en Markt.

## Nederland
In de jaren negentig werd de 06-reeks in Nederland gebruikt voor een scala aan publieke en commerciële informatie- en servicenummers, waaronder het alarmnummer 06-11. De semafoon is een 06-toepassing die in Nederland al sinds de jaren zestig bestaat. Tot in de jaren tachtig en begin jaren negentig waren de meeste 06-nummers in gebruik bij de telefoondienst zelf. Verder was in de jaren 90 (tot 1997) het alarmnummer 06-11 zeer bekend. Dit was de opvolger van 0011 en de voorloper van 112.

### Geschiedenis tot in de jaren negentig
Van 1965 tot in de jaren 90 waren de 065-nummers in gebruik voor de semafoondienst en werden andere 06-nummers, waaronder die voor de klantenservice, voor eigen rekening geëxploiteerd door het telefoonbedrijf. Veel van deze nummers waren enkel voor intern gebruik van de PTT, een staatsbedrijf dat later geprivatiseerd is als KPN Telecom. Buitendienstmedewerkers konden via 06-nummers gratis contact opnemen met de kantoren en werkplaatsen.
In de jaren tachtig en negentig bracht de PTT de servicenummers voor het algemene publiek, die aanvankelijk met 00 begonnen, bij 06 onder. Ook werd de 06-reeks opengesteld voor gebruik door bedrijven. Ondanks het grote aanbod aan diensten  via 06-nummers werd 06-lijn in het spraakgebruik min of meer synoniem voor sekslijn, een nieuw fenomeen dat sterk de aandacht trok. Naar deze betekenis verwijst de film 06 van Theo van Gogh uit 1994.
Volgens internationale afspraken moesten servicediensten een nummer hebben dat begon met 0800 (gratis) en 090 (betaald), maar in Nederland waren deze nummers reeds in gebruik; zo had Nijmegen 'kengetal' 080, terwijl 09 in gebruik was als internationaal toegangsnummer. Daarom besloot de PTT om toch 06 te gebruiken. Er waren diverse nummerreeksen: 
- 060 gratis
- 063 seksueel amusement
- 064 gratis
- 065 semafoon

#### Servicenummers: voorbeelden
Naast het alarmnummer was ook 06222-333 heel bekend. De beller kreeg een nieuwsoverzicht van het ANP. Verder was er een nummer voor tijdmelding. Ook was er een nummer voor de weersvoorspelling van het KNMI. Veelgebruikt was de inlichtingendienst waar telefoonnummers opgevraagd konden worden. Aanvankelijk kreeg men altijd een medewerker aan de lijn, later werd er meer geautomatiseerd.
Een minder bekende service was de opsomming van enkele tientallen waterstanden in de belangrijkste Nederlandse vaarwegen, zoals doorgegeven door Rijkswaterstaat. Een item in de opsomming kon zijn: Grave, beneden de sluis, 4 meter 92 +5, wat een stijging van vijf centimeter aangaf.
Dit heeft amper een decennium geduurd: in 1995 kwamen de 08- en 09-nummers  vrij en werden de servicenummers daarheen verplaatst.

### Mobiele telefonie
Europese afspraken dwongen tot een grote herschikking van de Nederlandse telefoonnummers in de jaren negentig. Door verplaatsing van nummers naar de 08- en 09-reeks kwam 06 beschikbaar voor mobiele telefonie, die toen sterk in opkomst was. Sindsdien is "06-nummer" voor veel mensen synoniem met "mobiele telefoon".
Sinds juli 2014 mogen simkaarten met 06-nummers enkel nog voor mobiele telefonie gebruikt worden. Voor andere toepassingen is er de 097-reeks. Toch zitten er nog veel 06-simkaarten in andere apparaten zoals tablets, pinautomaten, e-readers, auto's die na een ongeluk zelfstandig de meldkamer bellen, domotica en het internet der dingen.
Per eind 2018 was 90% van de 60 miljoen mogelijke Nederlandse 06-nummers beginnend met 061, 062, 063, 064, 065 en 068 aan telefoonaanbieders uitgegeven. Daarvan was een derde nog niet in gebruik. Hoewel dat voldoende nummers zijn om er aan iedere Nederlander drie te geven, dreigt een tekort. Verwacht wordt dat de 066- en 067-nummers, die nu nog voor semafonie en datadiensten gebruikt worden, binnen enkele jaren grotendeels beschikbaar komen. Is dit nog niet voldoende, dan worden de 060- en 069-nummers in gebruik genomen voor mogelijk 12-cijferige nummers.

### Markt
Er is ook een markt gekomen voor het verkopen en kopen van 06-nummers naar keuze. Een consument kan hierbij een eigen nummer kiezen. Er zijn ook bedrijven die handelen in mooie 06-nummers.